# Vela ai Giochi della V Olimpiade - 8 metri
La competizione della categoria 8 metri  di vela ai Giochi della V Olimpiade si tenne dal 20 al 22 luglio 1912 presso il Royal Swedish Sailing Society a Nynäshamn

## Risultati
Si disputarono 2 regate sulla distanza di 21,3 miglia nautiche. La classifica era stilata secondo i punti assegnati nelle varie regate per primi (7 al primo, 3 al secondo, 1 al terzo). A pari punti si disputò una terza regata di spareggio.
| Pos.    | Barca                | Equipaggio                                                                             | 1ª regata | 1ª regata | 1ª regata | 2ª regata | 2ª regata | 2ª regata | Punti Totali | Spareggio | Spareggio |
| Pos.    | Barca                | Equipaggio                                                                             | Pos.      | Tempo     | Punti     | Pos.      | Tempo     | Punti     | Punti Totali | Pos.      | Tempo     |
| ------- | -------------------- | -------------------------------------------------------------------------------------- | --------- | --------- | --------- | --------- | --------- | --------- | ------------ | --------- | --------- |
| Oro     | Taifun Norvegia      | Thoralf Glad Thomas Aass Andreas Brecke Torleiv Corneliussen Christian Jebe            | 1         | 2h15'59"  | 7         | 1         | 2h12'59"  | 7         | 14           |           |           |
| Argento | Sans Atout Svezia    | Bengt Heyman Emil Henriques Herbert Westermark Nils Westermark Alvar Thiel             | 2         | 2h16'40"  | 3         | 4         | 2h16'04"  | -         | 3            | 1         | 2h26'44"  |
| Bronzo  | Lucky Girl Finlandia | Bertil Tallberg Arthur Ahnger Emil Lindh Gunnar Tallberg Georg Westling                | 5         | 2h21'03"  | -         | 2         | 2h14'50"  | 3         | 3            | 2         | 2h27'41"  |
| 4       | Örn Finlandia        | Gustaf Estlander Curt Andstén Jarl Andstén Carl-Oscar Girsén Bertel Juslén             | 3         | 2h17'28"  | 1         | 3         | 2h14'54"  | 1         | 2            |           |           |
| 5       | Norman Russia        | Ventseslav Kuzmichev Yevgeny Kun Pavel Pavlov Viktor Markov Yevgeny Lomach             | 4         | 2h18'52"  | -         | 5         | 2h16'15"  | -         | 0            |           |           |
| 5       | K.S.S.S. 1912 Svezia | Fritz Sjöqvist Arvid Sjöqvist Ragnar Gripe Torsten Grönfors Gustaf Månsson             | 6         | 2h23'46"  | -         | 6         | 2h16'33"  | -         | 0            |           |           |
| 5       | Bylina Russia        | Herman von Adlerberg Johan Färber Vladimir Yelevich Vladimir Lurasov Nikolay Podgornov | 7         | 2h27'59"  | -         | 7         | 2h21'43"  | -         | 0            |           |           |